# Lista de membros associados da Academia Brasileira de Ciências empossados em 1976
Esta lista contém os nomes dos membros associados da Academia Brasileira de Ciências empossados em 1976. 
A categoria de associados foi extinta na reforma estatutária ocorrida em 1999. Ambas as categorias titular e associado são de caráter vitalício. 
| Imagem | Nome                    | Datas de nascimento e falecimento | Local de nascimento | Área de especialização | Alma mater | Data de posse       | Conhecido por | Referências |
| ------ | ----------------------- | --------------------------------- | ------------------- | ---------------------- | ---------- | ------------------- | ------------- | ----------- |
|        | Eduardo Antônio Ladeira | 27 de abril de 1939               |                     | Ciências da Terra      | UFOP       | 13 de abril de 1976 |               | [ 3 ]       |